# Иеремиада
Иеремиа́да — длинное литературное произведение, в котором автор горько оплакивает состояние общества, обличая его пороки наряду со лживой моралью и, как правило, предсказывая его скорый упадок. Иеремиада обычно пишется в прозе, но иногда встречается и стихотворная форма. В расширенном смысле под иеремиадой подразумевается любое произведение, написанное в пессимистическом тоне или с пессимистической точки зрения.
Иеремиада имеет уникальное присутствие в американской культуре и в истории Соединенных Штатов, уходя корнями к поселенцам колониальной эпохи в Новой Англии. В американской культуре иеремиады тесно связаны с историческими американскими пуританами и концепцией американской исключительности.

## Происхождение
Название «иеремиада» происходит от имени библейского пророка Иеремии, две книги которого, «Книга пророка Иеремии» и «Плач Иеремии», входят в текст Ветхого Завета. Книга Иеремии содержит пророчество скорого упадка Иудеи вследствие того, что правители царства нарушили завет Яхве:

Но такую заповедь дал им: слушайтесь гласа Моего, и Я буду вашим Богом, а вы будете Моим народом, и ходите по всякому пути, который Я заповедаю вам, чтобы вам было хорошо.

Но они не послушали и не приклонили уха своего, и жили по внушению и упорству злого сердца своего, и стали ко Мне спиною, а не лицом.

С того дня, как отцы ваши вышли из земли Египетской, до сего дня Я посылал к вам всех рабов Моих — пророков, посылал всякий день с раннего утра;

Но они не слушались Меня и не приклонили уха своего, а ожесточили выю свою, поступали хуже отцов своих.

И когда ты будешь говорить им все эти слова, они тебя не послушают; и когда будешь звать их, они тебе не ответят.

Тогда скажи им: вот народ, который не слушает гласа Господа, Бога своего, и не принимает наставления! Не стало у них истины, — она отнята от уст их.
— Иеремия 7:23—28
Плач Иеремии, в свою очередь, оплакивает падение царства Иудейского после того, как пророчество Иеремии свершилось:

Как одиноко сидит город, некогда многолюдный! он стал, как вдова; великий между народами, князь над областями сделался данником.

Горько плачет он ночью, и слезы его на ланитах его. Нет у него утешителя из всех, любивших его; все друзья его изменили ему, сделались врагами ему.

Иуда переселился по причине бедствия и тяжкого рабства, поселился среди язычников, и не нашел покоя; все, преследовавшие его, настигли его в тесных местах.

Пути Сиона сетуют, потому что нет идущих на праздник; все ворота его опустели; священники его вздыхают, девицы его печальны, горько и ему самому.
— Плач Иеремии, 1:1—4